# ライフフォース
『ライフフォース』（LIFE FORCE）は、コナミが開発・発売したアーケード用シューティングゲーム。
この名の作品は、以下の二種類があり、内容が異なる。
- 1986年にリリースされた『沙羅曼蛇』の日本国外仕様版（海外版）。
- 1987年にリリースされた『沙羅曼蛇』のアレンジ版。日本国内向け。

本項では、後者のアレンジ版を詳述する。
前者の日本国外仕様については、沙羅曼蛇の日本国外仕様の項目を参照。

## 概要
本作は『沙羅曼蛇』の海外版である『LIFE FORCE』をアレンジし、日本国内向けに販売した作品である。
ステージ構成的には『沙羅曼蛇』と同じではあるが、「超生命体ライフフォースに立ち向かう」というストーリー上、グラフィックが全体的に生物的な感じにアレンジされている。
自機のパワーアップが『沙羅曼蛇』ではアイテム方式となっていたのに対し、本作では『グラディウス』と同じカプセルストック方式となっているのが最も大きく異なる点である。『沙羅曼蛇』では不可能であった1面でのレーザー装備や、全方位にシールド装着なども可能となっている。なお、1P側と2P側でパワーアップゲージの順番が異なっている（詳細はパワーアップゲージの順番を参照）。このためプレイヤーが『グラディウス』のシステムに習熟しているかにより『沙羅曼蛇』と比較した場合の相対的な難易度は変わってくる。
また『沙羅曼蛇』で未使用だったBGMが、それぞれ2面、4面、5面において差し替えられている（ステージ2のBGMはファミコン版『沙羅曼蛇』、ステージ5のBGMはMSX版『沙羅曼蛇』で採用されている）。
『沙羅曼蛇』よりもボイスの種類が多いことも特徴で、ステージ名を発したり、プロミネンスが発生する瞬間を教えてくれるなど一部の地形に注意を促したり、ボスの弱点を述べたりする。
その他、『沙羅曼蛇』では残機が増えない仕様だったが、エクステンド要素が追加されており最初は7万点、その後は20万点ごとに1機増えるようになっている（工場出荷時設定）。その他自機同士に当たり判定がなくなっている、一部の安全地帯が使用不可能になっているなど、細かなシステム面での変更もある。『沙羅曼蛇』で目立っていたバグの幾つかは修正されており、完成度は『沙羅曼蛇』よりも高められているが、反面、全編背景が細胞組織のようなものに固定されるようになったためか、『沙羅曼蛇』よりも見づらい部分もある。
開発期間は3ヶ月ほどで、開発スタッフのひとりである高取利明は、「（開発期間が5ヶ月の『グラディウスII』に比べると）さらに地獄だった」と後年語っている。

## ゲーム内容

### 自機
自機のグラフィックは『沙羅曼蛇』とほとんど変わりなく、1P側はビックバイパー（青）、2P側はロードブリティッシュ（赤）となっている。ただし、作品のストーリーには惑星グラディウスやビックバイパーについて触れられているものの、惑星ラティスやロードブリティッシュのことは一切言及されておらず、『沙羅曼蛇』との関連性も不明である。そのため、2P側自機がロードブリティッシュなのかは定かではない。
エクステンドを重ねて、残機が99機になった瞬間強制的にゲームオーバーとなるバグがある。

### パワーアップ
パワーアップは前述の通り『グラディウス』と同様のカプセルストック方式である。『沙羅曼蛇』には存在しなかったパワーアップボタンが追加されており、このボタンを押下することで自機をパワーアップさせていく。
パワーアップの効果は『沙羅曼蛇』とほぼ同じ。なお、各種パワーアップの制約・性能は、シールドの特性が少々異なる、レーザーのグラフィックが細くなっている、などの細かい違いがある。
パワーアップの名称が『沙羅曼蛇』とは異なっているものがある。またパワーアップゲージでの表記も名称と一部異なる。以下はその対比である。
| 沙羅曼蛇           | ライフフォース       | ライフフォース |
| 沙羅曼蛇           | パワーアップの名称   | ゲージの表記   |
| ------------------ | -------------------- | -------------- |
| スピードアップ     | ハイパースピード     | SPEED          |
| ミサイル           | デストラクトミサイル | MISSILE        |
| リップルレーザー   | パルスレーザー       | PULSE          |
| レーザー           | レーザー             | LASER          |
| マルチプル         | マルチプル           | MULTIPLE       |
| フォースフィールド | シールド             | ?              |

### パワーアップゲージの順番
前述の通り、本作は1P（ビックバイパー）と2P（ロードブリティッシュ）はそれぞれパワーアップゲージの順番が異なっている。
パワーアップゲージ構成は二人同時プレイをすることから、グラディウスシリーズのように1行表示ではなく、以下のように2段落で表示される。パワーアップカプセルを取得するごとに上段左から数字順に点灯する。
| ゲージの点灯順 | ゲージの点灯順 | ゲージの点灯順 |
| -------------- | -------------- | -------------- |
| 1              | 2              | 3              |
| 4              | 5              | 6              |

1Pのゲージは画面左下側に表示される。枠は青、枠内の文字は水色である。ゲージの順序は『グラディウス』と同じである。
| 1P（ビックバイパー） | 1P（ビックバイパー） | 1P（ビックバイパー） |
| -------------------- | -------------------- | -------------------- |
| SPEED                | MISSILE              | PULSE                |
| LASER                | MULTIPLE             | ?                    |

2Pのゲージは画面右下側に表示される。枠は赤、枠内の文字は黄色である。順番的に素早くフルパワーに近づける利点があり、ゲームを有利に進めることができる。一方で、スピードが取りにくいため、パワーアップする前に敵や地形等を避けることが難しくなる。
| 2P（ロードブリティッシュ） | 2P（ロードブリティッシュ） | 2P（ロードブリティッシュ） |
| -------------------------- | -------------------------- | -------------------------- |
| MISSILE                    | LASER                      | MULTIPLE                   |
| PULSE                      | SPEED                      | ?                          |

### ステージ構成
使用曲のタイトルについては1992年に発売された『沙羅曼蛇 -Again-』に基づく。『沙羅曼蛇』と異なるものについては強調表示している。
| Stage   | 内容 | 解説                                           | 使用曲                              | ボス                       |
| ------- | ---- | ---------------------------------------------- | ----------------------------------- | -------------------------- |
| 1（横） | 腹筋 | 網状の筋繊維、復活する細胞壁などがある。       | Power of Anger                      | ゴーレム                   |
| 2（縦） | 腎臓 | 大量の腎臓結石が浮遊している地帯。             | Thunderbolt                         | サイラン                   |
| 3（横） | 胃   | 胃酸が吹き出す地帯。                           | Planet RATIS                        | イントルーダ               |
| 4（縦） | 肝臓 | 左右や下に配置された火山から火山弾が降り注ぐ。 | Slash Fighter                       | 要塞ヴァリス               |
| 5（横） | 肺   | 細胞の塊が浮遊する地帯で目玉や敵の編隊と戦う。 | Combat                              | ガウ                       |
| 6（縦） | 頭脳 | 前半は都市上空。後半は要塞内部。               | Destroy Them All , Aircraft Carrier | ビッグコア、ゼロスフォース |

媒体によってはステージ2とステージ4の設定が逆に紹介されたこともあった。さらにステージBGMのタイトルも『沙羅曼蛇』同様にコナミ内部でも十分に浸透していなかったようで、この2種類の混乱の結果、1995年に発売された『パーフェクトセレクション コナミシューティングバトルII』に収録されたステージ4BGMのアレンジのタイトルは"Slash Fighter"でも「肝臓ステージ」でもなく「腎臓ステージ」となっている。

## 沙羅曼蛇の日本国外仕様
```
ここでは、便宜的に日本国外版を『LIFE FORCE』とし、日本国内版を『ライフフォース』と記述する。
```

『LIFE FORCE』は、『沙羅曼蛇』の日本国外仕様（海外版）として『沙羅曼蛇』と同じ1986年に発売された。なお、海外版LIFE FORCEのタイトル画面にはロゴの上に「STEREO SOUND」との表記があるため、海外版を『STEREO SOUND LIFE FORCE』、国内版を『LIFE FORCE』と表記して区別する場合もある。
『沙羅曼蛇』からの変更点としては、タイトルグラフィックの変更、ストーリー解説デモが追加、背景グラフィックの差し替え、アイテム名（パワーアップ名）の変更などが行われている。その他は『沙羅曼蛇』と変わらず、ゲーム内容自体には差はない。
この『LIFE FORCE』をベースにし、『LIFE FORCE』のストーリーを元にグラフィック全体を生物的なイメージで統一した上で、パワーアップシステムを『グラディウス』と同様カプセルストック方式とし、一部のステージのBGMを『沙羅曼蛇』での未使用曲に変更するなどのアレンジを施し、海外版にて追加されたストーリーデモを省き日本国内仕様として仕立て直したのが『ライフフォース』である。『LIFE FORCE』や『沙羅曼蛇』とは異なり1987年に販売されている。
すなわち『LIFE FORCE』と『ライフフォース』は同一の作品ではないが、類似点が多いため、これらは混同されたり同一の物と誤解される場合もある。『ライフフォース』を収録した『沙羅曼蛇 DELUXE PACK PLUS』が販売された当時、あるゲーム雑誌が「収録された『ライフフォース』は海外版『沙羅曼蛇』である」と誤った記事を掲載したこともあった。
この北米版『LIFE FORCE』は家庭用には長い間移植されていなかったが、2015年11月27日にPlayStation Storeで配信されたPlayStation 4版『アーケードアーカイブス 沙羅曼蛇』に収録された。また、2019年4月18日にPlayStation 4、Xbox One、Nintendo Switch、PC（Steam）向けに配信された『アーケードクラシックス アニバーサリーコレクション』にもアップデートによるボーナスタイトルとして収録されている。

## 他機種版
| No. | 発売日         | 対応機種                                            | タイトル                             | 開発元   | 発売元                           | メディア     | 型式       | 価格            | 売上本数 | 備考                                                                      |
| --- | -------------- | --------------------------------------------------- | ------------------------------------ | -------- | -------------------------------- | ------------ | ---------- | --------------- | -------- | ------------------------------------------------------------------------- |
| 1   | 1997年6月19日  | セガサターン                                        | 沙羅曼蛇 DELUXE PACK PLUS            | KCET     | コナミ                           | CD-ROM       | T-9520G    | 5,800円（税別） | -        | 『沙羅曼蛇』、『沙羅曼蛇2』とのカップリング                               |
| 2   | 1997年7月6日   | プレイステーション                                  | 沙羅曼蛇 DELUXE PACK PLUS            | KCET     | コナミ                           | CD-ROM       | SLPM 86037 | 5,800円（税別） | -        | 『沙羅曼蛇』、『沙羅曼蛇2』とのカップリング                               |
| 3   | 2007年1月25日  | PlayStation Portable                                | 沙羅曼蛇 PORTABLE                    | M2       | コナミデジタルエンタテインメント | UMD          | VP031-J1   | 3,980円（税別） | -        | 『沙羅曼蛇』、『XEXEX』、『沙羅曼蛇2』、『グラディウス2』とのカップリング |
| 4   | 2008年3月13日  | PlayStation Portable                                | 沙羅曼蛇 PORTABLE コナミ・ザ・ベスト | M2       | コナミデジタルエンタテインメント | UMD          | VP031-J2   | 2,940円（税込） | -        | 廉価版                                                                    |
| 5   | 2009年7月30日  | PlayStation Store(PSP)                              | 沙羅曼蛇 PORTABLE コナミ・ザ・ベスト | M2       | コナミデジタルエンタテインメント | ダウンロード | -          | 2,300円（税込） | -        | 廉価版                                                                    |
| 5   | 2015年11月27日 | PlayStation Store(PS4)                              | アーケードアーカイブス 沙羅曼蛇      |          | ハムスター                       | ダウンロード | -          | 823円（税込）   | -        | 『沙羅曼蛇』とのカップリング。北米版と日本版の『ライフフォース』を収録。  |
| 6   | 2020年2月27日  | ニンテンドーeショップ(NSW)                          | アーケードアーカイブス 沙羅曼蛇      |          | ハムスター                       | ダウンロード | -          | 838円（税込）   | -        | 『沙羅曼蛇』とのカップリング。北米版と日本版の『ライフフォース』を収録。  |
| 7   | 2025年8月7日   | PlayStation 5 Nintendo Switch Xbox Series X/S Steam | グラディウス オリジン コレクション   | エムツー | KDE                              | ダウンロード | -          | -               | -        | 『沙羅曼蛇』、『沙羅曼蛇2』、『沙羅曼蛇III』とのカップリング              |

尚、ファミコン版やMSX版の『沙羅曼蛇』は、パワーアップ方式が本作と同じ「カプセルストック方式」となっているので、その点に関してはどちらかと言えば本作の移植に近いと言える。

## スタッフ
- ゲーム・プログラマー：町口浩康、MITSUO TAKEMOTO、高取利明、IKUKO MINOWA
- ビデオ・グラフィックス：JUN SAKURAI、MIKI YOSHIKATA、IKUKO BANDO
- サウンド・エディター：波多野よしあき、東野美紀
- エンジニア：YASUSHI FURUKAWA